# イギリス領リーワード諸島

リーワード諸島連邦植民地
Federal Colony of the Leeward Islands (英語)

国歌: God Save the Queen/King（英語）
神よ女王/国王を守り給え
 

| 先代 | 次代                                  |
| --- | ------------------------------------- |
| アンギラ アンティグア島 バーブーダ島 ドミニカ モントセラト ネイビス島 セントクリストファー島 イギリス領ヴァージン諸島 | 西インド連邦 イギリス領ヴァージン諸島 |
イギリス領リーワード諸島（イギリスりょうリーワードしょとう、英語: British Leeward Islands）とは1671年から1958年まで存在したイギリスの植民地で、リーワード諸島に存在するイングランド（後にイギリス）の海外領土を含んでいた。植民地は1816年から1833年にかけて2つの植民地（アンティグア・バーブーダ・モントセラトおよびセントクリストファー・ネイビス・アンギラ・ヴァージン諸島）に分裂していた。1958年にヴァージン諸島が分離し、残った島々が西インド連邦を形成することで解体された。

## 歴史
リーワード諸島は1671年にイングランドの植民地となった。1816年、諸島はアンティグア・バーブーダ・モントセラトおよびセントクリストファー・ネイビス・アンギラ・ヴァージン諸島という2つの植民地に分割された。
リーワード諸島は1833年に半連邦制として再統合され、1872年までアンティグア総督の行政下に置かれた。1872年から1956年まで諸島はリーワード諸島連邦植民地（英語: Federal Colony of the Leeward Islands）として知られた。1833年から1940年にイギリス領ウィンドワード諸島に移管されるまでドミニカは当植民地の一部だった 。
1958年1月3日、ヴァージン諸島を除いた島々は西インド連邦に吸収された。イギリス領リーワード諸島は最終的に1960年の総督職廃止およびイギリス領ヴァージン諸島の直轄植民地昇格をもって廃止された。
代表チームのクリケットリーワード諸島代表は西インド諸島で活動を続けている。

### 1939年の軍事
植民地の軍事はセントクリストファー・ネイビス、モントセラト、アンティグア、ドミニカおよびイギリス領ヴァージン諸島の組織を含んでいた。
- セントクリストファー・ネイビス国防軍
- 王立モントセラト国防軍（英語版）
- 王立アンティグア国防軍
- ドミニカ国防軍

### 郵便切手
リーワード諸島の島々は1890年から1956年7月1日まで「LEEWARD ISLANDS」と記された郵便切手を（しばしば植民地名の入った郵便切手と共に）用いていた。1882年から1930年代まで収入印紙も発行されていた。